# Brisas del Carrizal
Brisas del Carrizal es una localidad del municipio de Nacajuca ubicado en la subregión centro del estado mexicano de Tabasco.

## Geografía
La localidad de Brisas del Carrizal se sitúa en las coordenadas geográficas 18°00′57″N 92°58′15″O / 18.015833, -92.970833, a una elevación de 9 metros sobre el nivel del mar.

## Demografía
Según el Conteo de Población y Vivienda 2020, efectuado por el Instituto Nacional de Estadística y Geografía, la localidad de Brisas del Carrizal tiene 2,987 habitantes, de los cuales 1,421 son del sexo masculino y 1,566 del sexo femenino. Su tasa de fecundidad es de 1.69 hijos por mujer y tiene 837 viviendas particulares habitadas.
| Gráfica de evolución demográfica de Brisas del Carrizal entre 2000 y 2020 |
|                                                                           |
| INEGI.                                                                    |